# Nepenthes bongso
Nepenthes bongso /niˈpɛnθiːz ˈbɒŋsoʊ/ là một loài cây nấp ấm nhiệt đới đặc hữu của Sumatra, nơi mà nó phân bố ở độ cao 1000–2700 m trên mực nước biển. Trong tên của loài cây này, bongo đề cập đến huyền thoại Indonesia về Putri Bungsu (nghĩa là "con gái út"), người bảo vệ linh hồn của núi Marapi.
Loài này được miêu tả lần đầu bởi Pieter Willem Korthals trong chuyên khảo năm 1839 của ông, "Over het geslacht Nepenthes".
Nepenthes carunculata được coi là một từ đồng nghĩa của N. bongso bởi hầu hết các tác giả. Thứ Nepenthes carunculata var. robusta đã được mô tả vào năm 1994 bởi Joachim Nerz và Andreas Wistuba.
Trong kho dữ liệu thực vật ăn thịt của mình, nhà phân loại Jan Schlauer xem N. junghuhnii như có thể là từ đồng nghĩa N. bongso.

## Loài lai tự nhiên
Các loài lai tự nhiện của N. bongso đã được ghi nhận.
- N. bongso × N. gymnamphora[10]
- N. bongso × N. singalana[10]
- N. bongso × N. talangensis[10]